# قلعه آسکران
قلعه آسکران (به لاتین: Əsgəran qalası،؛ (ارمنی: Մայրաբերդ) مایرابرد) قلعه‌ای تاریخی در شهر آسکران واقع در  جمهوری آرتساخ است. این قلعه در کناره رود کارکار قرار دارد و توسط حاکم خانات قره‌باغ، پناهعلی‌خان جوانشیر ساخته شده‌است. این قلعه و از دو بخش تشکیل شده‌است. در بخش سمت چپ این قلعه یک دیوار دو جداره از دیوارهای سنگی وجود دارد. 
در جریان جنگ ایران و روسیه (۱۸۱۳–۱۸۰۴)، یک اردوگاه ارتش روسیه در نزدیکی این قلعه قرار داشت؛ همچنین در سال ۱۸۱۰ میلادی مذاکرات صلح میان امپراتوری روسیه و قاجاریان در این قلعه انجام شد.

## نگارخانه

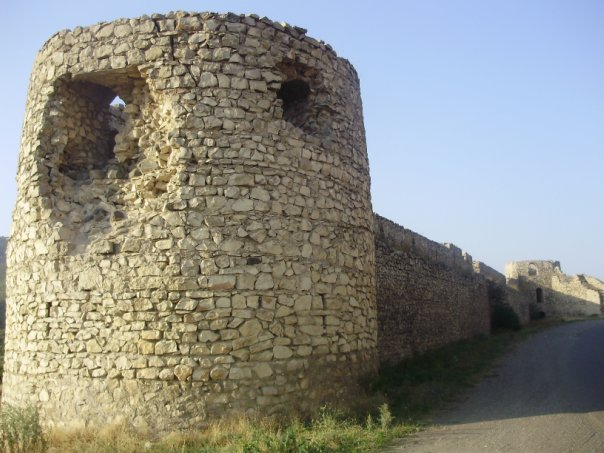
نمای یکی از برج‌های قلعه
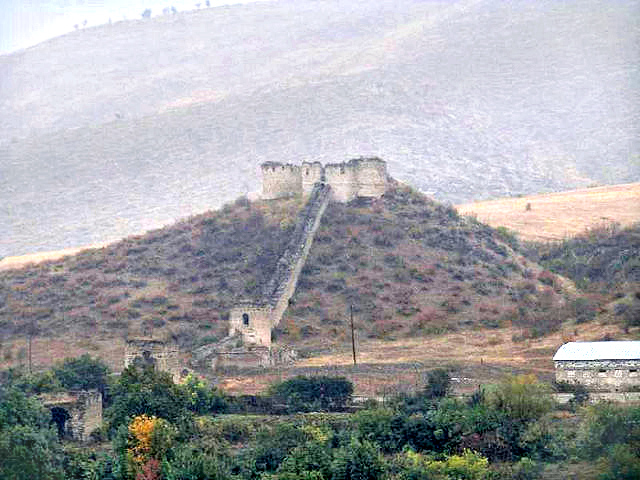
نمای کلی از قلعه

## یادداشت
1. ↑  Carney, James. "Former Soviet Union: Carnage in Karabakh بایگانی‌شده  در ۳۰ نوامبر ۲۰۰۸ توسط Wayback Machine." TIME Magazine. April 13, 1992.
2. 1 2  Azerbaijan Soviet Encyclopedia (1980), vol. 4, p. 233.
3. ↑  John Noble, Michael Kohn, Danielle Systermans. Georgia, Armenia and Azerbaijan, Lonely Planet, 2008, p. 306